# Henryk Adamus
Henryk Adamus (polonès: Henryk Konrad Adamus)  (Varsòvia, 19 de febrer de 1880 - Gołąbki, 13 d'octubre de 1950) fou un compositor, violoncel·lista i director polonès.

## Biografia
Va estudiar música al Conservatori de Música de Varsòvia sota la supervisió d'Adam Cinek (violoncel) i Zygmunt Noskowski (composició). El 1904–1905 va estudiar al Conservatori de Leipzig (Hochschule für Musik und Theatre "Felix Mendelssohn Bartholdy" Leipzig) amb Julius Klengel (violoncel) i Stephan Krehl (composició)
Durant la seva estada a Alemanya, va ser membre de l'orquestra Gewandhaus de Leipzig (1899–1904 i 1909–1911). També va fer concerts com a violoncel·lista virtuós. Des de 1899, amb pauses fins al 1911, va ser violoncel·lista del Gran Teatre de Varsòvia, i durant els anys 1905–1911 solista de la Filharmònica de Varsòvia.
El 1911 va viure a Kalisz i fins al 1914 va ser director d'orquestres i cors locals, entre els quals: director i director musical de la Kalisz Musical Society. El 1913, sota el patrocini de la Societat, va fundar una escola de música a Kalisz i es va convertir en el seu primer director.
El 1914, va tornar a Varsòvia i va reprendre la cooperació amb el Gran Teatre (entre altres coses, va dirigir l'orquestra com a substitut). Durant els anys 1919–1922 va exercir com a director de cor de l'Òpera de Varsòvia. També va ser director i director de teatres de música de la ciutat (1921-1929)</ref>
La seva obra compositiva, encara que va ser en el període de la Jove Polònia, va estar fortament influenciada pels romàntics alemanys[1]. Va escriure òperes, ballets, poemes simfònics, obres sagrades i instrumentals, així com música de teatre utilitzada com a escenari de representacions al Teatre Nacional.</ref> Tanmateix, la majoria de les seves obres no s'han representat mai o no han sobreviscut.
Va desenvolupar el llibre de text Exercicis amb el dit gran per a violoncel (ca. 1915).
Va morir en l'oblit complet.</ref> Enterrat al cementiri de Powązki a Varsòvia (secció 47-5-23,24).

## Encàrrecs i condecoracions
- Creu al Mèrit de plata (22 de febrer de 1933)[4]

## Composicions més importants
- òpera Conscience, or First Tears - Acte I interpretat a Varsòvia, el 1918[1][2]
- òpera Rej w Babin – amb llibret d'Adolf Nowaczyński – interpretada per a Varsòvia, el 1921[3] o el 1922.[2][1]
- Uwertura uroczysta (Obertura femenina).[1][2]
- música de teatre[4]
  - Don Juan José Zorrilla
  - Mazepa (drama) Juliusz Słowacki (1925)
  - Burza La tempesta William Shakespeare
  - Sen srebrny Salomei, (El somni de plata de Salomé) de Juliusz Słowacki
  - Żeglarz (El mariner)Jerzy Szaniawski (1926)